# 消化不良
消化不良（indigestion，dyspepsia）俗称胃部不适（upset stomach），是一种由胃肠动力障碍所引起的疾病状态，常因消化系统对食物消化异常而引起，也包括胃蠕动不好的胃轻瘫和食道反流病。主要分两种：功能性消化不良与器质性消化不良，前者虽有症状但经检查没有发现明显的消化器官疾病或系统性疾病，后者经检查明确由某器官病变引起消化不良症状。
常見表現為上腹、胸部疼痛或腸胃不適，例如上腹痛、飽脹、作悶、胃痛、作嘔、食慾不振、肚痛、腹瀉、口臭、放屁等。

## 病理
正常情況下，人體進食時胃部肌肉會放鬆，擴大胃部容量以容納吞下的食物，待消化完畢後，胃部肌肉會慢慢收縮，將食糜向下推入十二指腸及小腸。胃部在空腹狀態下仍然會保持輕微蠕動，幫助排走胃內的液體。但當胃蠕動欠佳，進食時胃部沒有如常擴大，患者即使進食不多，卻很快便會有「飽腹」、「吃不下」的感覺；加上胃部肌肉收縮緩慢，令食物長時間滯留在胃內，延緩飽滯的感覺；即使空腹時，胃部肌肉也不懂收縮，令患者經常感到胃脹。這種情況便是消化不良。
消化不良主要分为功能性和結構性（或稱器质性），以前者較多，約佔80%。功能性消化不良原因不明，通常沒有證據證明器官疾病是病癥肇因，但可能與生活節奏、飲食習慣等有關，諸如精神緊張、暴飲暴食、飲食不定時、缺乏運動、吸煙和酗酒等都容易引起消化不良。
結構性消化不良則與其他消化系統疾病包括胃潰瘍、十二指腸潰瘍及胃癌有關。

## 治療
處理消化不良一般會使用含消化酵素的藥物，由多種酵素組合而成，可加速食物消化，消除腸胃不適；另外，又可視乎情況處方制酸劑藥物。進一步檢驗包括幽門螺旋菌檢查、胃鏡及超聲波檢查等，以確實找出病因。